# Frente Nacional do Trabalho
Organização parassindical fundada em maio de 1960 que congregava militantes de diferentes sindicatos, muitos deles de orientação cristã e seguiu atividades até a década de 1990. Sua principal liderança foi o advogado Mário Carvalho de Jesus, advogado dos Queixadas na greve de sete anos em Perus. Inicialmente se pautava pela Doutrina Social da Igreja, pela Rerum Novarum e pelos ideais do Movimento Economia e Humanismo do padre Lebret, sendo fundada principalmente por militantes da ACB (JOC, JUC) e também pelo bispo de Santo André, d. Jorge Marcos. Com os reveses da Greve dos Queixadas descobriram as estratégias de luta não-violenta que se tornou também um dos princípios fundamentais do grupo, mais tarde sendo nomeada como Firmeza Permanente.